# U–183
Az U–183 tengeralattjárót a német haditengerészet rendelte a brémai AG Wessertől 1940. augusztus 15-én. A hajót 1942. április 1-jén vették hadrendbe. Pályafutása során öt hajót – 26 253 regisztertonnát – süllyesztett el. A háború vége előtt két héttel a Jáva-tengeren elsüllyesztette egy amerikai búvárhajó.

## Pályafutása
Első járőrútjára, Új-Skócia partjaihoz 1942. szeptember 19-én indult Kielből. December 3-án megtámadta az ONS–146 konvojt, és egy torpedóval elsüllyesztette az Empire Dabchick nevű brit gőzöst. Negyvennyolc ember meghalt.

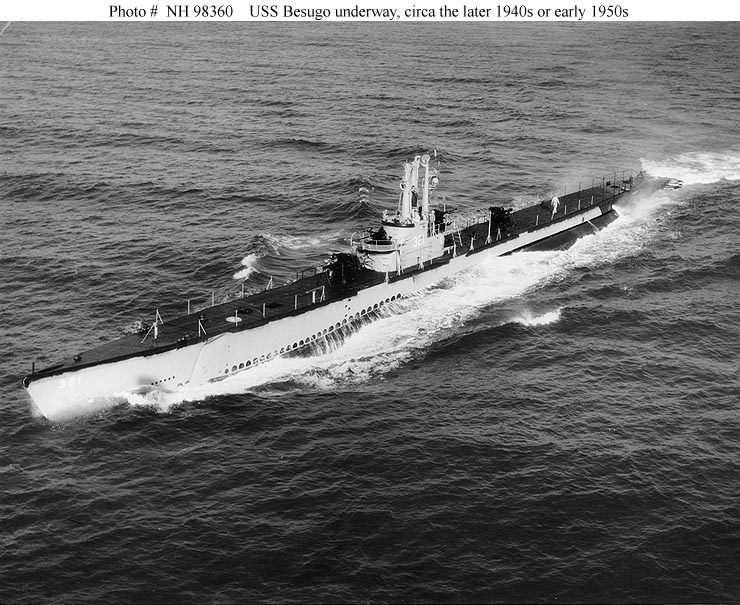
A USS Besugo, amely elsüllyesztette az U–183-at

1943 első fél évében a Karib-tengeren cserkészett. Március 11-én Kuba nyugati csücskétől 45 kilométerre a tenger fenekére küldte az Olancho nevű hondurasi teherszállítót. A robbanás miatt a legénység nem tudta leállítani a gépeket, így a hajó körbe-körbe ment, amíg az U–169 meg nem adta a kegyelemdöfést.
1943. július 3-án a búvárhajó a Monszun csoport első hullámában a Távol-Keletre indult. Afrika megkerülése után Bombay közelében vadászott, majd megérkezett a malájföldi Pinangbe. Negyedik járőrútján Ceylon és a Maldív-szigetek környékén cserkészett. Két brit hajót süllyesztett el, majd visszatért a japánok által biztosított német bázisra.
1944. június 5-én, a Maldív-szigetektől délre megtorpedózta a brit Helen Mollert, amely 12 perc alatt hullámsírba merült. A tengeralattjáró a szingapúri javítás után Kóbébe hajózott, majd visszatért Jakartába. Utolsó útjára 1945. április 21-én futott ki, majd két nap múlva a Jáva-tengeren a USS Besugo amerikai tengeralattjáró megtorpedózta. Az 55 tagú legénységből mindössze egy ember élte túl a támadást.

## Kapitányok
| Név              | Kezdőnap           | Zárónap            |
| ---------------- | ------------------ | ------------------ |
| Heinrich Schäfer | 1942. április 1.   | 1943. november 19. |
| Fritz Schneewind | 1943. november 20. | 1946. április 23.  |

## Őrjáratok
| Indulás | Indulónap            | Érkezés | Zárónap            |
| ------- | -------------------- | ------- | ------------------ |
| Kiel    | 1942. szeptember 19. | Lorient | 1942. december 23. |
| Lorient | 1943. január 30.     | Lorient | 1943. május 13.    |
| Lorient | 1943. július 3.      | Penang  | 1943. október 30.  |
| Penang  | 1944. február 10.    | Penang  | 1944. március 21.  |
| Penang  | 1944. május 17.      | Penang  | 1944. július 7.    |
| Jakarta | 1945. április 21.    | *       | 1944. április 23.  |

* A tengeralattjáró nem érte el úti célját, elsüllyedt

## Elsüllyesztett hajók
| Dátum             | Hajó neve       | Nemzetisége        | Brt  | Konvoj  |
| ----------------- | --------------- | ------------------ | ---- | ------- |
| 1942. december 3. | Empire Dabchick | Egyesült Királyság | 6089 | ONS–146 |
| 1943. március 11. | Olancho         | Honduras           | 2493 |         |
| 1944. február 29. | Palma           | Egyesült Királyság | 5419 |         |
| 1944. március 9.  | British Loyalty | Egyesült Királyság | 6993 |         |
| 1944. június 5.   | Helen Moller    | Egyesült Királyság | 5259 |         |